# هوانج يانغ
هوانج يانغ (بالصينية: 黃洋) (30 أكتوبر 1983 بشانغهاي في الصين - ) هو لاعب كرة قدم صيني في مركز الوسط. شارك مع منتخب الصين تحت 23 سنة لكرة القدم ومنتخب هونغ كونغ لكرة القدم. أما مع النوادي، فقد لعب مع شانغهاي غرينلاند شينهوا ونادي كيتشي ونادي شانغهاي بودونغ لكرة القدم.

## وصلات خارجية
- هوانج يانغ على موقع قاعدة بيانات كرة القدم.إي يو (الإنجليزية)
- هوانج يانغ على موقع Soccerway.com (الإنجليزية)